# باستندورف
باستندورف (به لاتین: Bastendorf) یک منطقهٔ مسکونی در لوکزامبورگ است که در تاندل واقع شده‌است.